# قانون العقوبات على إيران وليبيا
كان قانون العقوبات على إيران وليبيا لعام 1996 قانون الكونغرس الذي فرض عقوبات اقتصادية على الشركات التي تتعامل مع إيران وليبيا. وفي 30 سبتمبر/أيلول 2006، أعيدت تسمية القانون إلى قانون العقوبات الإيراني (ISA)، لأنه لم يعد ينطبق على ليبيا، وتمّ تمديدها حتى 31 ديسمبر 2011. وحتى مارس / آذار 2008، لم يتم فرض عقوبات (ISA) ضد أي شركة غير أمريكية؛ يسمح القانون للرئيس بالتنازل عن العقوبات على أساس كل حالة على حدة، على الرغم من أن هذا التنازل يخضع للتجديد كل ستة أشهر. وعلى الرغم من القيود المفروضة على الاستثمار الأمريكي في إيران، تنطبق أحكام قانون الاستثمار الأجنبي المباشر على جميع المستثمرين الأجانب، ولا يزال العديد من المغتربين الإيرانيين المقيمين في الولايات المتحدة يقومون باستثمارات كبيرة في إيران.

## خلفية
وجاء في تقرير لوزارة خارجية الولايات المتحدة أن «القانون (ILSA) أدخل في سياق تشديد العقوبات الأمريكية على إيران خلال الفترة الأولى لإدارة كلينتون». في السنة التي سبق صدور القانون، أصدر الرئيس بيل كلينتون عدة أوامر تنفيذية فيما يتعلق بإيران، بما في ذلك الأمر التنفيذي 12957 المؤرخ 15 مارس 1995، الذي يحظر الاستثمار الأمريكي في قطاع الطاقة الإيراني، والقرار التنفيذي 12959 المؤرخ 6 مايو، 1995، التي حظرت التجارة مع الولايات المتحدة والاستثمار في إيران. وكان الهدف منها الرد على البرنامج النووي الإيراني والدعم الإيراني لحزب الله وحماس وحركة الجهاد الإسلامي في فلسطين التي تعمل لتحرير فلسطين.

## أحكام
القانون يستهدف كلا من الأعمال التجارية الأمريكية وغير الأمريكية التي تقوم باستثمارات معينة في إيران. وبموجب هذا القانون، ستفرض جميع الشركات الاجنبية التي تقدم استثمارات تزيد قيمتها على 20 مليون دولار لتطوير الموارد البترولية في إيران عقوبات من بين سبع عقوبات محتملة من جانب الولايات المتحدة:
- الحرمان من مساعدة بنك الولايات المتحدة للتصدير والاستيراد؛
- الحرمان من تراخيص التصدير للصادرات إلى الشركة المخالفة؛
- حظر القروض أو الائتمانات من المؤسسات المالية الأمريكية التي تزيد قيمتها على 10 ملايين دولار في أي فترة 12 شهرا؛
- حظر التعيين كموزع رئيسي لأدوات الدين الحكومية الأمريكية؛
- الحظر على العمل كوكيل للولايات المتحدة أو كمستودع لأموال الحكومة الأمريكية؛
- الحرمان من فرص المشتريات الحكومية الأمريكية (بما يتفق مع التزامات منظمة التجارة العالمية)؛ و
- فرض حظر على جميع أو بعض واردات الشركة المخالفة.

## تجديد وانتهاء
ILSA يتضمن شرطا لمدة خمس سنوات لغروب الحكم، وتم تجديده في آب/أغسطس 2001 لمدة خمس سنوات أخرى بموجب القانون العام 107-24. إنها انتهت في أغسطس 2006. في الكونغرس 109، مشروع قانون دعم حرية إيران تم إدخاله في كلا المجلسين لتوسيع نطاق أحكام ILSA إلى أجل غير مسمى وفرض مهلة زمنية للإدارة لتحديد ما إذا كان الاستثمار ينتهك ILSA. وشرفت إليانا روس - ليتينن و 360 من مقدمي مشروع القرار على تشريع مجلس النواب رقم 282. تم تقديمه في 6 يناير 2005، وقد أبلغت اللجنة في 15 مارس 2006، ومرّ مجلس النواب في 26 أبريل 2006، بتصويت 397-21، مع 14 لم يصوت. وتمّ تقديم التشريع المرافق لمجلس الشيوخ، S. 333 في 9 فبراير 2005، برعاية السيناتور ريتشارد سانتوروم و 62 راعيا، وأحيل إلى لجنة العلاقات الخارجية. ولم تبلغ اللجنة عن مشروع القانون ومات.
ومع ذلك، في العام التالي، تم تقديم H.R.5877 "لتعديل قانون عقوبات إيران وليبيا عام 1996 لتمديد السلطات المنصوصة عليها في هذا القانون حتى 29 سبتمبر/أيلول 2006"، إلى مجلس النواب. برعاية إيليانا روس ليتينن وبرعاية رئيس لجنة العلاقات الدولية هنري هايد، غاري أكرمان، وتوم لانتوس، تم تقديم التشريع إلى مجلس النواب في 25 يوليو 2006 وقد اجتاز مجلس الشيوخ في اليوم التالى بالتصويت الصوتي بالاجماع في 31 يوليو وتم توقيعه من قبل الرئيس جورج دبليو بوش في 4 أغسطس 2006.
في 30 سبتمبر/أيلول 2006، أعيدت تسمية القانون إلى قانون العقوبات الإيراني (ISA)، لأنه لم يعد ينطبق على ليبيا، وتم تمديده حتى 31 ديسمبر 2011. وقد صدر قانون حرية ودعم إيران في وقت لاحق من ذلك العام. ومن شأن قانون العقوبات النفطية الإيرانية المكررة لعام 2009، الذي لا يزال مشروع قانون في الكونغرس، أن يعدل قانون العقوبات الإيراني لتوسيع قدرة الرئيس على معاقبة الشركات التي تساعد قطاع النفط الإيراني.
في 1 ديسمبر 2016، صوت مجلس الشيوخ 99-0 لصالح تمديد العقوبات عشر سنوات أخرى.